# Sarcophaga insula
Sarcophaga insula är en tvåvingeart som beskrevs av Thomas Pape 1996. Sarcophaga insula ingår i släktet Sarcophaga och familjen köttflugor. Inga underarter finns listade i Catalogue of Life.